# 特殊作戦部隊 (セルビア)

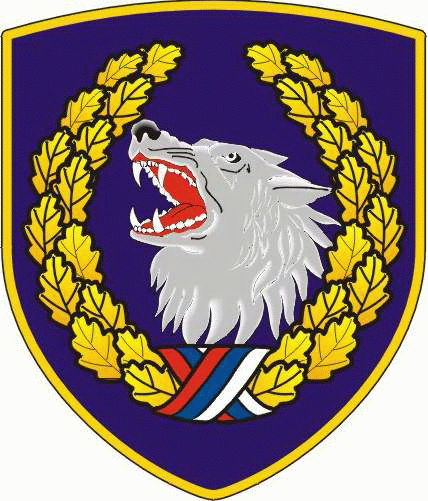
JSOのエンブレム

特殊作戦部隊（とくしゅさくせんぶたい、セルビア語: Јединица за специјалне операције;  ЈСОまたはJSO）は、ユーゴスラビアのセルビア国家保安総局が管轄していた準軍事警察特殊部隊。
レッドベレーもしくは(指揮官のフランコ・シマトビッチの名にちなみ)フランキーズとも呼ばれた。

## 歴史
1991年にクロアチア紛争に応じて創設されたフランコ・シマトビッチの私兵部隊に起源を持つ。この私兵部隊はアルカン・タイガーなど東スラヴォニアの民兵を併合し、国家安全総局の統制を受けて1996年にJSOに改称されることになった。また、1998年にミロラド・ウレメクがシマトビッチに代わり指揮官に就任した。
JSOはコソボ紛争への参加やプレシェヴォ渓谷危機の鎮圧などに従事したが、その戦役の中で数々の戦争犯罪に関わっていたと言われ、また、白色テロや犯罪組織との同盟にも手を染めていた。2001年には旧ユーゴスラビア国際戦犯法廷に協力し始めたセルビア政府に反乱を起こしており、ベオグラード-ニシュ間の高速道路を数日間封鎖している。
反乱の失敗後、ゾラン・ジンジッチ首相の暗殺を首謀したためJSOは2003年に解体された。

## 指揮官
- フランコ・シマトビッチ(1991~1998)
- ミロラド・ウレメク(1998~2003) - 元フランス外人部隊およびアルカン・タイガーの副司令官。

## 解体後
JSOの解体後、隊員は解雇されるか他の警察機関に移籍した。シマトビッチやウレメクなどJSOの犯罪に深く関わった指揮官達は拘束され、国際戦犯法廷で起訴され長期刑に服すことになった。
その後、JSOの後続として対テロ部隊(PTJ)が創設されたが、2016年にPTJはSAJに併合されることになった。
また、一部の元JSO隊員がワグネル・グループのセルビア人部隊を指導していることが判明した。